# Maria Wojciechowska
Maria Wojciechowska z domu Kiersnowska (ur. 15 grudnia 1869, zm. 14 września 1959 w Gołąbkach) – polska pierwsza dama w latach 1922–1926.

## Życiorys
Była jednym z dwanaściorga dzieci Antoniego Kiersnowskiego h. Pobóg, właściciela Łabiejek i  Kupryszek koło Giedrojć w woj. wileńskim oraz Marii z Iszów. Była siostrą m.in. Zofii Łukaszewicz (ur. 1868), Antoniego (ur. 1871), Jana (ur. 1872), tytularnego podpułkownika Wojska Polskiego, Stanisława (ur. 1873), Witolda (1875–1951), pułkownika lekarza Wojska Polskiego i Władysława (1880–1951).
Wychowywała się w tradycji niepodległościowej. Jej dziadek Jan Kiersnowski został zesłany na Syberię za udział w powstaniu listopadowym, a brat matki, ksiądz Stanisław Iszora, wikary z Żołudka w pow. lidzkim został rozstrzelany 22 maja 1863 w Wilnie na placu Łukiskim za odczytanie z ambony manifestu Rządu Narodowego i namawianie parafian do udziału w powstaniu, stając się pierwszą ofiarą terroru Murawiowa.
Ukończyła Maryjski Instytut w Wilnie, najwyższe dostępne wtedy wykształcenie dla kobiet. Była od czasów szkolnych znajomą Józefa Piłsudskiego. Za pośrednictwem Marii Gertrudy Paszkowskiej (Gintry) zaangażowała się w pracę konspiratorską, została kurierką PPS. Podczas tej działalności poznała Stanisława Wojciechowskiego. Pobrali się w 1899 r., przed wyjazdem na emigrację. Ślub odbył się w warunkach konspiracyjnych, ponieważ Wojciechowski posługiwał się fałszywymi dokumentami, nie miał więc wymaganej w zaborze rosyjskim formy cywilnej. W związku z tym ślub cywilny zawarli już w Anglii, w Bethnal Green 2 grudnia 1899.
W grudniu 1922 Stanisław Wojciechowski został prezydentem II RP i Maria Wojciechowska stała się pierwszą damą (była nią do 1926).

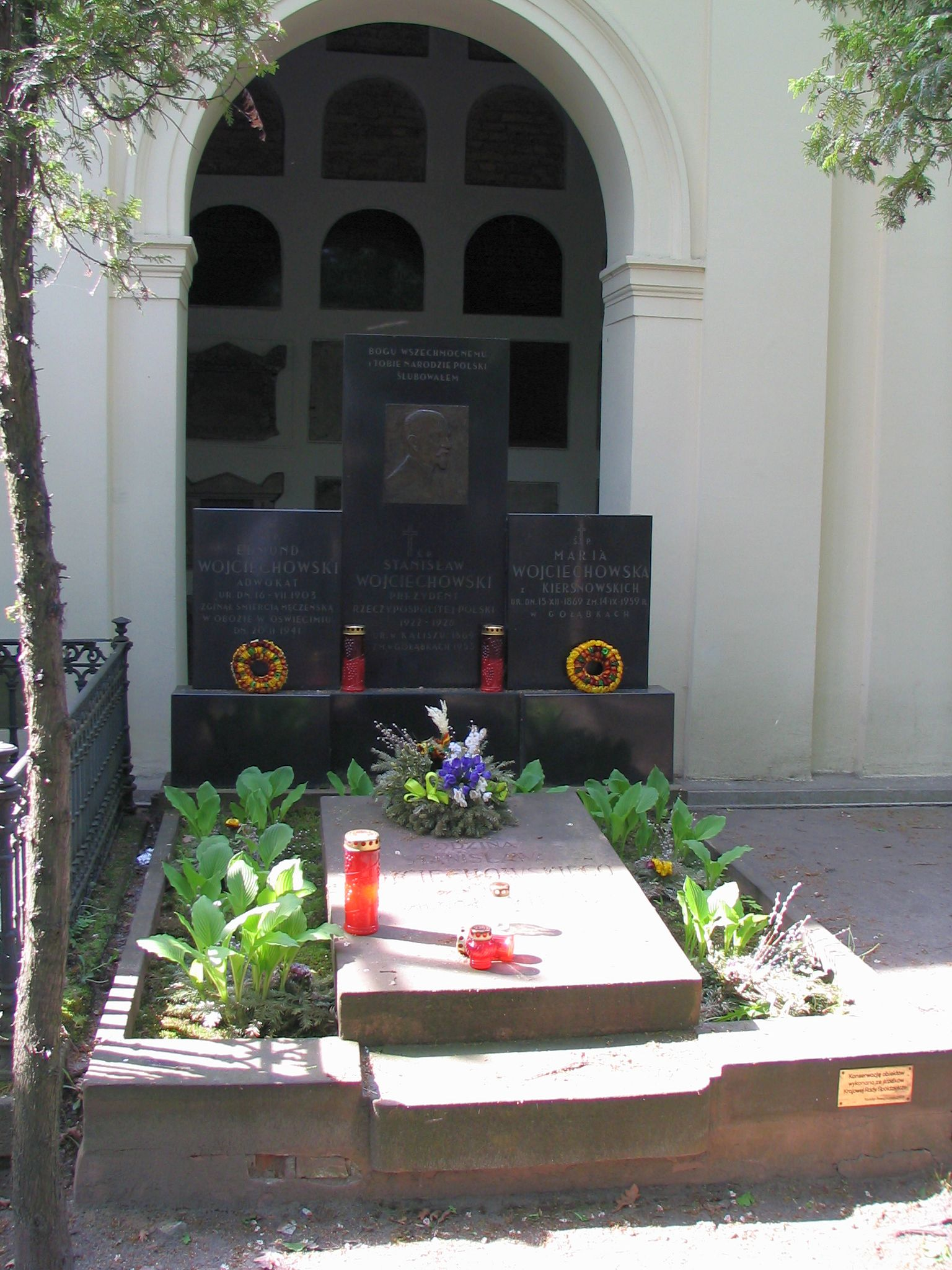
Grób rodzinny Wojciechowskich na warszawskich Powązkach

Mieli dwoje urodzonych w Anglii dzieci: syna Edmunda (1903-1941), adwokata (który zginął w Auschwitz) i córkę Zofię Wojciechowską-Grabską (1905-1992), malarkę.
Maria Wojciechowska została pochowana obok męża na cmentarzu Powązkowskim (kwatera Pod katakumbami-1-92/93).